# Terutung Mbelang
Terutung Mbelang is een bestuurslaag in het regentschap Aceh Tenggara van de provincie Atjeh, Indonesië. Terutung Mbelang telt 327 inwoners (volkstelling 2010).